# トリック・オブ・ザ・ナイト
「トリック・オブ・ザ・ナイト」（A Trick of the Night）は、イギリスのガール・グループであるバナナラマによって録音されたミッドテンポのバラード。ジョリー&スウェインが書き上げプロデュースしたこの曲はバナナラマのアルバム『ヴィーナス〜バナナラマ3』から最後のシングルとして発売された。
この曲はイギリスでのシングル発売にあたってストック・エイトキン・ウォーターマンによって新たにシンセサイザーのトラックとヴォーカルのアレンジメントが行われた、これはロンドンレコードからのイギリスでのシングル発売にあたってのリクエストだった。この曲はCD版の『バナナラマ・グレイテスト・ヒッツ』にもボーナス・トラックとして収録された。LP版や2001年の『ヴェリー・ベスト・オブ・バナナラマ』には収録されていない。
シングル用のリミックスでもあるザ・ナンバーワン・ミックスはプリンセスの「セイ・アイム・ユア・ナンバーワン」を改ざんして使用しており、ナンバー・ワン・ミックスの歌詞は「アイ・ハード・ア・ルーマー (噂)」のB面「クリーン・カット・ボーイ」のサンプルに使われた。

## 背景
彼女たちは『ヴィーナス』のアルバムに収録されている中でもこの曲をお気に入りに挙げているが、シングルのリリースが遅れた理由にこういったバラードではチャート上位に食い込むような売り上げが期待できないのではないかという懸念がレコード会社にあったことが挙げられる。
歌詞としては実家を捨て大都会で幸運を掴もうとするが上手くいかず男娼になろうとしている男友達に向けられている。

## ミュージック・ビデオ
2種類のビデオがこの曲にはあり、一つは全米向けに制作されたもので、アンディ・モラハンが監督している。バナナラマはこの曲を夜に家で歌っており、その様子が映写機で映し出されるという内容。
イギリスでの発売が遅れたのもあり、もう1つのヴァージョンはBBCの『イン・アット・ザ・ディープ・エンド』に参加して制作された。この番組はクリス・シールとポール・へインリーが毎週新たな技術を身に着けていくという内容であり、この回ではポール・へインリーがポップ・ミュージックのビデオを監督するというものだった。バナナラマのメンバーはこのヴァージョンを酷く嫌っており、サラ・ダリンは「このヴァージョンは最悪。人々がこのビデオについて私たちが考えたものだと思ってほしくない」と語った。

## チャート成績
「トリック・オブ・ザ・ナイト」はイギリスでトップ40に入るヒットとなり、最高位32位を記録した。SAWがリミックスしたヴァージョンは彼女たちの母国で多く放送され、ヨーロッパのエアプレイトップ50チャートでは最高位12位まで上昇し、5週に渡ってチャートに入った。バラード・ヴァージョンは全米Billboard Hot 100で76位だった 。オーストラリアのケント・ミュージック・レポートでは99位を記録し、1週しか入らなかった 。アイルランドでは24位を記録している。

## トラックリスト
US 7インチ ロンドンレコード/ポリグラム 886 119-7
1. "A Trick of the Night" (US Single version) - (4:22)
2. "A Cut Above the Rest" (Album version) - (3:40)
S. Jolley/T. Swain/S. Dallin/S. Fahey/K. Woodward

US 12インチ 886 119-1
1. "A Trick of the Night" (The Number One Mix) - (8:13)
Remixed by Stock/Aitken/Waterman
2. "A Trick of the Night" (Tricky Mix) - (7:15)
Remixed by Jolley & Swain
3. "A Trick of the Night" (Dub Mix) - (4:31)
ストック・エイトキン・ウォーターマンによるリミックス

UK 7インチ NANA12
1. "A Trick of the Night" (Single Version) - (4:06)
CD版の『バナナラマ・グレイテスト・ヒッツ』に収録
2. "A Trick of the Night" (Tricky Mix - Edit)

UK 7インチEP NANEP12
1. "A Trick of the Night" (Single Version) - (4:06)
2. "A Cut Above the Rest" - (3:40)
3. "A Trick of the Night" (Alternative 7-inch Number One Edit) - (4:27)
4. "Set on You" - (3:56)
M. Stock/M. Aitken/P. Waterman/S. Dallin/S. Fahey/K. Woodward

UK 7インチ ピクチャー・ディスク NANPD12
1. "A Trick of the Night" (Single Version) - (4:06)
2. "A Trick of the Night" (Tricky Mix - Edit)

UK 12インチ NANX12
1. "A Trick of the Night" (The Number One Mix) - (8:14)
The Twelve Inches of Bananaramaに収録
2. "A Trick of the Night" (Tricky Mix) - (7:15)
3. "Set on You" - (3:56)

UK 12インチ プロモ版 NANDJ 12
1. "A Trick of the Night" (Dub Mix) - (4:31)
2. "A Trick of the Night" (Instrumental) - (4:13)
ストック・エイトキン・ウォーターマンによるリミックス

他のバージョン
1. "A Trick of the Night" (Album Version) - (4:38)
『ヴィーナス〜バナナラマ3』に収録
2. "A Trick of the Night" (UK Video Version) - (4:20)
『ヴィーナス〜バナナラマ3』の2007年再発盤に収録されているがシングル・ヴァージョンと誤植されている
3. "A Trick of the Night" (US Video Version) - (4:14)

## 参加ミュージシャン
Bananarama
- Sara Dallin - Vocals
- Siobhan Fahey - Vocals
- Keren Woodward - Vocals

Additional musicians
- Tony Swain – keyboards
- Steve Jolley – guitar
- Keith Thomas – sax

## チャート成績
| チャート (1987)                                 | 最高 位 |
| ----------------------------------------------- | ------- |
| オーストラリア (ケント・ミュージック・レポート) | 99      |
| ヨーロッパ (European Hot 100 Singles)           | 95      |
| ヨーロッパ (European Airplay Top 50)            | 12      |
| アイルランド (IRMA)                             | 24      |
| UK シングルス (OCC)                             | 32      |
| US Billboard Hot 100                            | 76      |
| US Dance Club Songs (Billboard)                 | 39      |
| US Dance Singles Sales (Billboard)              | 39      |
| US Cash Box Top 100                             | 71      |

## メディアでの使用
1986年のアメリカ映画『Jumpin' Jack Flash』のサウンドトラックに収録。